# Manita
Na terminologia do futebol, uma manita, ocorre quando um futebolista faz, no mesmo jogo, cinco gols (golos), apesar de haver várias divergências quanto a uma manita válida. São computados os gols feitos no tempo regulamentar, acréscimos ou prorrogação, sendo apenas para alguns essa a condição de ser uma manita válida. Os gols de pênalti na disputa por pênaltis após o término da partida não são contados e não entram para as estatísticas dos jogadores ou dos clubes.
Em espanhol, a manita é conhecida por repoker. Palavra esta que foi trazida para o português, e atualmente é também usada para referir-se a esta proeza.

## Em Copas do Mundo
Em Copas do Mundo (contando Masculino e Feminino), a primeira vez que ocorreu uma manita foi na Copa do Mundo de 1994, na partida Rússia 6 x 1 Camarões, quando o russo Oleg Salenko fez 5 dos 6 gols de sua equipe.
A primeira manita de uma Copa do Mundo de Futebol Feminino, foi marcada por Alex Morgan na Copa do Mundo de Futebol Feminino de 2019 na partida entre Estados Unidos (13) e Tailândia (0)
| Manitas nas Copas do Mundo FIFA | Manitas nas Copas do Mundo FIFA | Manitas nas Copas do Mundo FIFA | Manitas nas Copas do Mundo FIFA | Manitas nas Copas do Mundo FIFA | Manitas nas Copas do Mundo FIFA | Manitas nas Copas do Mundo FIFA | Manitas nas Copas do Mundo FIFA | Manitas nas Copas do Mundo FIFA |
| Nº                              | Jogador                         | Seleção                         | Oponente                        | Gols                            | Edição                          | Fase                            | Data                            | Ref.                            |
| ------------------------------- | ------------------------------- | ------------------------------- | ------------------------------- | ------------------------------- | ------------------------------- | ------------------------------- | ------------------------------- | ------------------------------- |
| 1.                              | Oleg Salenko                    | Rússia                          | Camarões                        | 5 (14', 41', 44', 72', 75')     | Estados Unidos 1994             | Primeira fase                   | 28 de junho de 1994             | [ 6 ]                           |

| Manitas nas Copas do Mundo FIFA de Futebol Feminino | Manitas nas Copas do Mundo FIFA de Futebol Feminino | Manitas nas Copas do Mundo FIFA de Futebol Feminino | Manitas nas Copas do Mundo FIFA de Futebol Feminino | Manitas nas Copas do Mundo FIFA de Futebol Feminino | Manitas nas Copas do Mundo FIFA de Futebol Feminino | Manitas nas Copas do Mundo FIFA de Futebol Feminino | Manitas nas Copas do Mundo FIFA de Futebol Feminino | Manitas nas Copas do Mundo FIFA de Futebol Feminino |
| Nº                                                  | Jogadora                                            | Seleção                                             | Oponente                                            | Gols                                                | Edição                                              | Fase                                                | Data                                                | Ref.                                                |
| --------------------------------------------------- | --------------------------------------------------- | --------------------------------------------------- | --------------------------------------------------- | --------------------------------------------------- | --------------------------------------------------- | --------------------------------------------------- | --------------------------------------------------- | --------------------------------------------------- |
| 1.                                                  | Alex Morgan                                         | Estados Unidos                                      | Tailândia                                           | 5 (12', 53', 74', 81', 87')                         | Copa do Mundo de Futebol Feminino de 2019           | Primeira fase                                       | 11 de junho de 2019                                 | [ 7 ]                                               |

## Na Champions League
Na Champions League, que é o maior torneio interclubes do mundo, a Manita ocorreu apenas 3 vezes, conforme quadro abaixo. Lionel Messi foi o primeiro a fazê-lo, em 2012. Em 2014, o brasileiro Luiz Adriano igualou o feito. Ele porém, fez 4 gols apenas no 1º tempo. Foi a primeira vez que um poker-trick foi anotado apenas no 1º tempo. Em 2023, o norueguês Erling Haaland marcou 5 gols em uma partida de Champions League contra o RB Leipzig, sendo o jogador mais rápido a marcar 5 gols em uma partida de Champions League. Lionel Messi, entretanto, foi o único jogador a realizar tal feito com todos os tentos anotados com a bola rolando. Erling Haaland marcou em uma penalidade e Luiz Adriano marcou em duas penalidades.
| # | Jogador        | Equipe           | Adversário       | Gols                            | Resultado | Data       | Ref.   |
| - | -------------- | ---------------- | ---------------- | ------------------------------- | --------- | ---------- | ------ |
| 1 | Lionel Messi   | Barcelona        | Bayer Leverkusen | 25', 42', 49', 58', 84'         | 7–1       | 07/03/2012 | [ 9 ]  |
| 2 | Luiz Adriano   | Shakhtar Donetsk | BATE Borisov     | 28' (p), 36', 40', 44', 82' (p) | 7–0       | 21/10/2014 | [ 10 ] |
| 3 | Erling Haaland | Manchester City  | RB Leipzig       | 22' (p), 24', 45'+2, 53', 57'   | 7–0       | 14/03/2023 | [ 11 ] |

## Na Copa Libertadores da América
| Legenda | Legenda                                |
| ------- | -------------------------------------- |
| 6       | Jogador marcou 6 gols na mesma partida |

| # | Ano  | Jogador                    | Equipe       | Placar Final | Adversário           | Ref.   |
| - | ---- | -------------------------- | ------------ | ------------ | -------------------- | ------ |
| 1 | 1962 | Enrique Raymondi Contreras | Emelec       | 7 x 2        | Universidad Católica | [ 12 ] |
| 2 | 1963 | Alberto Spencer            | Peñarol      | 9 x 1        | Deportivo Everest    | [ 12 ] |
| 3 | 1971 | Raúl Castronovo            | Peñarol      | 9 x 0        | The Strongest        | [ 12 ] |
| 4 | 1985 | Juan Carlos Sanchez6       | Blooming     | 8 x 0        | Deportivo Italia     | [ 12 ] |
| 5 | 1999 | Fernando Baiano            | Corinthians  | 8 x 2        | Cerro Porteño        | [ 12 ] |
| 6 | 2000 | Alfredo David Moreno       | Boca Juniors | 6 x 1        | Blooming             | [ 12 ] |
| 7 | 2017 | Ignacio Scocco             | River Plate  | 8 x 0        | Jorge Wilstermann    | [ 13 ] |
| 8 | 2022 | Julián Álvarez6            | River Plate  | 8 x 1        | Alianza Lima         | [ 14 ] |

## "Manita" com a camisa da Seleção Brasileira
Até hoje, apenas Evaristo de Macedo conseguiu fazer 5 gols numa mesma partida com a camisa da seleção brasileira.[carece de fontes?]
| # | Jogador            | Gols | Adversário | Resultado | Data                | Competição                       | Ref                 |
| - | ------------------ | ---- | ---------- | --------- | ------------------- | -------------------------------- | ------------------- |
| 1 | Evaristo de Macedo | 5    | Colômbia   | 9–0       | 23 de março de 1957 | Campeonato Sul-Americano de 1957 | [carece de fontes?] |

## Curiosidades
- Segundo relatos, o pai de Pelé (seu Dondinho) anotou cinco gols de cabeça num mesmo jogo. Caso essa história seja de fato verídica, essa seria a primeira (e talvez única) vez que um jogador anota uma manita apenas com gols de cabeça. Conforme palavras de Pelé, "meu pai, o Dondinho, era muito conhecido, fazia muitos gols. O Dondinho foi o único jogador que fez cinco gols de cabeça num jogo. Foi meu pai. O único recorde de gols que o Pelé não quebrou foi esse."[15]
- No dia 22 de setembro de 2015, no jogo entre Bayern de Munique e Wolfsburg pela 6ª rodada da Bundesliga 2015-16, o polonês Robert Lewandowski entrou para o Livro dos Recordes (Guinness World Records) ao sair do banco de reservas no segundo tempo e virar o jogo para o Bayern, fazendo 5 gols em 9 minutos[16].